# Karl-Adolf Otto
Karl A. Otto (* 29. April 1934 in Bielefeld) ist emeritierter Professor für Politische Soziologie und Didaktik der Sozialwissenschaften der Universität Bielefeld.

## Leben
Karl A. Otto war in der Sozialistischen Jugend Deutschlands – Die Falken aktiv. Bis 1954 war er als Maschinenschlosser und danach von 1962 bis 1969 als Journalist und Chefredakteur der sozialistischen Hefte tätig. Von 1969 bis 1975 studierte er nach dem erfolgreichen Ablegen der Begabtenprüfung Politik, Geschichte, Erziehungswissenschaften und Soziologie. 1. und 2. Staatsprüfung für das Lehramt an Grund- und Hauptschulen.
1975 promovierte er an der Pädagogischen Hochschule Westfalen-Lippe, Abt. Bielefeld mit der Arbeit Zur Geschichte und politischen Soziologie der „Außerparlamentarischen Opposition“ in der Bundesrepublik Deutschland, dargestellt an der „Ostermarsch“-Bewegung/„Kampagne für Demokratie und Abrüstung“ (1960–1970), die unter abgewandeltem Titel 1977 gedruckt erschien.
1975 wurde er zunächst Wissenschaftlicher Assistent an der Pädagogischen Hochschule in Bielefeld und später Professor an der dortigen – 1969 gegründeten – Universität, in die die Bielefelder Abteilung der Pädagogischen Hochschule 1980 integriert wurde. Von 1982 bis 1999 Professor für politische Soziologie und Didaktik der Sozialwissenschaften an der Universität Bielefeld. Nach 1994 Lehraufträge an der Staatsuniversität St. Petersburg in Russland. Forschungsschwerpunkte: Soziale Bewegungen, Arbeitsverhältnisse, Arbeitszeit, Didaktik der Politischen Bildung. Er wurde mit der Beginn der Ausbildung 1950 Mitglied der IG Metall. Danach war er Vorstandsmitglied der Deutschen Journalistenunion von 1964 bis 1969 im Bezirk Ostwestfalen-Lippe. Heute ist er Mitglied der GEW.
Otto war im Vorstand des Fördervereins Nationalpark Senne-Eggegebirge e.V aktiv und lebt in Bielefeld.
Er hat seinen Vorlass über die Ostermarsch-Bewegung an das Archiv des Hamburger Institut für Sozialforschung übergeben.

## Werke (Auswahl)
- Vom Ostermarsch zur APO. Geschichte der außerparlamentarischen Opposition in der Bundesrepublik 1960–1970, Campus: Frankfurt am Main / New York, 19771 (ISBN 3-593-32192-0; Inhaltsverzeichnis), 1980, 1982 (jeweils mit unveränderter ISBN).
- Ostermarsch-Bewegung/Kampagne für Demokratie und Abrüstung, in: Helmut Donat / Karl Holl (Hg.), Die Friedensbewegung. Organisierter Pazifismus in Deutschland, Österreich und in der Schweiz. Mit einem Vorwort von Dieter Lattmann (Hermes Handlexikon), Econ:  Düsseldorf, 1983 (ISBN 3-612-10024-6), S. 296–297 (online).
- APO. Die außerparlamentarische Opposition in Quellen und Dokumenten (1960–1979), Pahl-Rugenstein, Köln, 1989 (ISBN 3-7609-1237-0).
- (als Herausgeber:) Westwärts – heimwärts? Aussiedlerpolitik zwischen „Deutschtümelei“ und „Verfassungsauftrag“, AJZ: Bielefeld, 1990 (ISBN 3-921680-84-0; Inhaltsverzeichnis)
- mit Arno Klönne, Jörg Wollenberg: Freiheit, Wohlstand, Bildung für alle!, Vom Ortsverein Bielefeld des Deutschen Buchdruckerverbandes zur ver.di, ver.di Fachbereich Medien, Bielefeld 2004, ISBN 3-89965-083-2
- mit D. Lemmermöhle-Thüsing: Arbeit und Arbeitsverhältnisse im Beschäftigungsbereich "Einzelhandel", Verlag Witterschlick, Bonn 1990,  ISBN 978-3-925267-37-6
- Schülerheft zum Berufspraktikum im Beschäftigungsbereich Einzelhandel, Cornelsen,  Bielefeld 1989, ISBN 978-3-590-10295-8
- Die Revolution in Deutschland 1918/19, Kösel, München 1979, ISBN 978-3-466-35028-5
- Karl A. Otto: Die Arbeitszeit! Von der vorindustriellen Gesellschaft bis zur Krise der Arbeitsgesellschaft, Verlag Centaurus, Pfaffenweiler 1989, ISBN 9783890852294
- mit Arno Klönne, Karl Heinz Roth: Fluchtpunkte: Das soziale Gedächtnis der Arbeiterbewegung, VSA: Verlag, Hamburg 2003, ISBN 9783899650396
- Karl A. Otto, Heinz Kaiser, Gerd Rohlfing: Lehr- und Arbeitsbuch für den politischen Unterricht an berufsbildenden Schulen. Internetgestütztes Lernen, Bildungsverlag EINS, Köln 2011, ISBN 9783824200443